# Tweeterm
Een tweeterm, binomium, meervoud: binomia, of binoom is in de algebra een som, een optelling, die uit twee termen bestaat, die dus door een plus- of een minteken van elkaar worden gescheiden. Voorbeelden van tweetermen zijn:
- {\displaystyle 3a^{2}x+9b^{3}y}
- {\displaystyle qx^{2}+px^{4}}
- {\displaystyle 18a^{3}bc-12a^{6}b}

Het kan dat een tweeterm is te vereenvoudigen en als een eenterm kan worden geschreven, bijvoorbeeld {\displaystyle 8a^{2}x+3a^{2}x} is te vereenvoudigen tot {\displaystyle 11a^{2}x}.